# Cantó de Richelieu
El cantó de Richelieu  és un cantó francès al districte de Chinon (departament de l'Indre i Loira) amb capital a Richelieu. Compta amb setze municipis: Assay, Braslou, Braye-sous-Faye, Champigny-sur-Veude, Chaveignes, Courcoué, Faye-la-Vineuse, Jaulnay, La Tour-Saint-Gelin, Lémeré, Ligré, Luzé, Marigny-Marmande, Razines, Richelieu i Verneuil-le-Château.
| Data d'elecció                           | Identitat           | Partit                                         | Qualitat |
| ---------------------------------------- | ------------------- | ---------------------------------------------- | -------- |
| 1945-1958                                | Louis Sevestre      | Divers droite                                  |          |
| 1958-1985                                | Marcel Fortier      | radical, després UNR, després UDR, després RPR |          |
| 1985-1992                                | Marcellin Sigonneau | Divers droite                                  |          |
| 1992-1997                                | Gabriel Cocquerie   | Divers droite                                  |          |
| 1997-2004                                | Hervé Novelli       | UDF, després UMP                               |          |
| 2004-                                    | Serge Garot         | UMP                                            |          |
| les dades anteriors no són pas conegudes |                     |                                                |          |